# BC Sport Kassel
Der 1. Casseler Ballspiel-Club „Sport“, meist abgekürzt als BC Sport Kassel, ist ein Fußballverein mit rund 380 Mitgliedern aus der nordhessischen Großstadt Kassel. 1894 gegründet ist er der älteste noch bestehende Fußballverein der Stadt. Die erste Blütezeit der „Sportianer“ waren die 1920er Jahre, als die Mannschaft sich drei Mal für die Endrunde um die Westdeutsche Meisterschaft qualifizierte. In den 1930er und 1940er Jahren gehörte der BC Sport der Gauliga Hessen an und verpasste 1941 nur knapp den Einzug in die deutsche Meisterschafts-Endrunde. Nach dem Zweiten Weltkrieg spielte die Mannschaft lange Zeit keine Rolle im überregionalen Fußball, bis sie von 1974 bis 1976 in der Amateurliga Hessen und damit wieder höherklassig antrat. Daran schlossen sich mehr als zehn Jahre auf der vierten Ebene, der Landesliga Hessen an. Seit 1986 spielte die erste Mannschaft des BC Sport Kassel auch in den oberen Ligen der Region Kassel.

## Geschichte
Am 15. April 1894 gründeten einige Schüler höherer Lehranstalten im an der Losse gelegenen Ausflugslokal Zur Insel Helgoland den Casseler Fußball-Club „Sport“. In den Anfangsjahren war „Sport“ ein nobler Verein, in dem viel Wert auf Etikette und höhere Bildung gelegt wurde. Die Namenswahl zielte auch bewusst und provokativ auf eine Abgrenzung zu den Turnern ab, die Sport als eine britische Marotte ansahen. Mit der Einrichtung weiterer Abteilungen wurde später noch eine Namensänderung von „Fußball-Club“ auf „Ballspiel-Club“ beschlossen.
Die ersten Jahre liefen in Ermangelung eines regelmäßigen Spielbetriebes beschaulich, erst in den Jahren nach der Gründung des Deutschen Fußball-Bundes dehnte sich der Aktionsradius der Vereine nach der Jahrhundertwende allmählich über die Stadtgrenzen aus. Überregionale Erfolge stellten sich beim BC Sport bis zum Ersten Weltkrieg zwar nicht ein, zum 20. Vereinsjubiläum im Jahr 1914 stellte man aber immerhin schon sechs Senioren- sowie eine AH-Mannschaft.
Noch während des Ersten Weltkrieges deutete sich an, dass der BC Sport allmählich die Führungsrolle des Casseler FV (dem späteren SV Kurhessen) im regen örtlichen Fußballgeschehen übernehmen würde: 1916/17 wurde man Kreisbezirksmeister und in den Nachkriegsjahren, als der reguläre Spielbetrieb in den Ligen des Westdeutschen Spiel-Verbandes, dem die Kasseler Vereine seinerzeit angehörten, wieder ins Laufen gekommen war, gelang in der Runde 1920/21 der Durchbruch. In der lokalen Kreisklasse lediglich vom SV 06 Rothenditmold besiegt, gelang durch einen 4:1-Sieg über Lahnkreismeister VfB 05 Marburg am 13. März 1921 der Gewinn der Gaumeisterschaft und damit der Einzug in die Endrunde um die Westdeutsche Meisterschaft. Hier trafen die Blau-Weißen auf die namhaften Gegner Duisburger SpV, Kölner BC, Dortmunder SC 95 und Preußen Münster und waren letztlich chancenlos, erreichten aber mit „selten schönem und eifrigem Spiel und heroischem Kampf“, wie das Fachblatt „Fußball“ dem BC Sport anlässlich der 1:2-Heimniederlage vor 5000 Zuschauern attestierte, durch Punktgewinne gegen Münster und Dortmund immerhin Platz vier. Nachdem zwischenzeitlich wieder der SV Kurhessen bzw. der CSC 03 die Führungsrolle übernommen hatten, errangen die „Sportianer“ in den Jahren 1925 und 1926 zwei weitere Male einen Platz in der Endrunde um die „Westdeutsche“, scheiterten jedoch abermals an den übermächtigen Vereinen von Rhein und Ruhr. Anschließend ging die erste Erfolgsära des Vereines schon bald zu Ende, nach internen Streitigkeiten brach die Mannschaft auseinander. Im Anschluss an die Runde 1928/29 mussten die Blau-Weißen sogar erstmals aus der höchsten Spielklasse absteigen, kehrten aber nach nur einer Spielzeit wieder zurück. Am Ende der Saison 1930/31 stand die Mannschaft um die Auswahlspieler Sauerbier und Sander punktgleich mit Borussia Fulda auf Platz 1, unterlag aber im Entscheidungsspiel um die Meisterschaft mit 0:5.
1932 verpasste der BC Sport die Qualifikation für die eingleisige Bezirksliga, als Zweitligameister gelang nach dem politischen Umbruch und der damit verbundenen Ligenreform dennoch der Sprung in die neue Gauliga Hessen. Im neuen Oberhaus konnte sich die Mannschaft im ersten Spieljahr 1933/34 noch mit Mühe halten, stieg aber bereits nach der Runde 1934/35 als Tabellenletzter ab. Nachdem der ehemalige Frankfurter Bernhard Kellerhoff das Training übernommen hatte, stellte sich der sportliche Erfolg wieder ein und zur Saison 1937/38 kehrte die Elf um Kapitän Walter Wiesendorf in die Gauliga zurück. 1939 nur durch die kriegsbedingte Aufteilung der Liga dem Abstieg entgangen, spielte der BC Sport in den Kriegsjahren beeindruckend auf. Nicht zuletzt mit Hilfe von einer Reihe von namhaften Gastspielern gelang 1940/41 die Staffelmeisterschaft vor dem Lokalrivalen CSC 03, im Kampf um die Gaumeisterschaft und damit dem erstmaligen Einzug in die Deutsche Meisterschaftsendrunde scheiterten die „Sportianer“ jedoch abermals an Borussia Fulda: 4000 Zuschauer an der „Hafenbrücke“ feierten zwar einen 2:1-Erfolg im Hinspiel, im Rückspiel an der „Johannisau“ kam der BC Sport aber mit 3:8 unter die Räder. Bis Kriegsende kam man zu keinen weiteren Erfolgen, ab Oktober 1943 war ein weiterer Spielbetrieb ohnehin nur noch in einer Kriegsspielgemeinschaft mit dem Nachbarn BV Kassel 06 möglich.
Nach Kriegsende und der damit verbundenen Auflösung der Vereine entstand als Nachfolger von BC Sport, BV 06 und Tuspo Waldau zunächst die SG Blau-Weiß Kassel, die sportlich zunächst Schwierigkeiten hatte, denn nach der erfolgreichen Qualifikation zur Kurhessenliga 1946 verpasste man nach dem Abgang einiger Leistungsträger 1947 – inzwischen wieder unter dem alten Vereinsnamen antretend – die Qualifikation zur Landesliga Hessen, spielte erstmals in der Vereinsgeschichte nur noch drittklassig und drohte im Mittelmaß zu versinken. Nachdem der langjährige Kapitän Walter Wiesendorf das Training übernommen hatte, gelang 1949 mit der Qualifikation zur Bezirksklasse (der späteren 2. Amateurliga Hessen) die Wende. Der Sprung ins hessische Oberhaus blieb den Blau-Weißen 1954 noch knapp verwehrt, drei Jahre später, mittlerweile von dem vom KSV Hessen zurückgekehrten Spielertrainer „Toni“ Hellwig angeführt, errangen die „Sportianer“ mit 107 erzielten Toren nicht nur die Meisterschaft, sondern setzten sich auch in der Aufstiegsrunde durch und stiegen nach einem 3:2-Sieg im Entscheidungsspiel über die SKG Sprendlingen in die höchste hessische Spielklasse auf.
Die Freude währte allerdings nur kurz, denn nicht nur der sofortige Abstieg nach der Spielzeit 1957/58 aus der 1. Amateurliga Hessen war für den nordhessischen Traditionsverein ein Rückschlag: Nach über fünf Jahrzehnten musste man darüber hinaus das Gelände an der Hafenbrücke verlassen, das einer Straßenerweiterung zum Opfer fiel. 1960 folgte mit dem Abstieg in die A-Klasse ein weiterer sportlicher Tiefpunkt. Er markierte aber auch den Aufbruch in eine neue Ära, denn neben dem Bezug eines neuen Vereinsgeländes entstand beim BC Sport fast ausschließlich aus Nachwuchskräften eine neue, spielstarke Mannschaft, der schon 1960/61 die Rückkehr in die 2. Amateurliga gelang. Anschließend zog man vier Mal in Folge in die Aufstiegsrunde ein, scheiterte aber ebenso regelmäßig. Als 1965 in Hessen die Gruppenligen als neue vierte Spielstufe unterhalb der Hessenliga eingeführt wurden, lagen die Blau-Weißen in den Jahren darauf zwar regelmäßig in der oberen Tabellenhälfte, ein Aufstieg in die oberste Amateurspielklasse gelang aber erst im neunten Anlauf 1974.

### 1974 bis heute
Zwei Jahre lang konnte sich der BC Sport nun mit namhaften Konkurrenten und Zweitligaaspiranten wie dem FSV Frankfurt, Hessen Kassel, VfR Bürstadt und dem Emporkömmling KSV Baunatal messen, die noch einmal bis zu 3000 Zuschauer an die Scharnhorststraße lockten. 1976 endete die Zeit im Amateur-Oberhaus schon wieder, und bis heute gelang dem Kasseler Traditionsverein die Rückkehr in die Hessenliga nicht mehr. Immerhin bis 1986 konnte man sich trotz dramatisch abfallender Zuschauerzahlen in der Gruppenliga Nord, die ab 1978 Landesliga Nord hieß, halten, spielte zwischen 1977 und 1980 sogar noch um den Wiederaufstieg mit. Doch dann war der Abstieg in die Bezirksoberliga nicht mehr zu verhindern, und ausgerechnet im Vorjahr des 100-jährigen Jubiläums, 1993, folgte ein weiterer Abstieg in die Bezirksliga und damit der Tiefpunkt in der Vereinsgeschichte. Der weitere Absturz konnte aber verhindert werden, bereits 1995 gehörte man wieder der Bezirksoberliga Kassel an.
2013/14 spielte der BC Sport in der sechstklassigen Verbandsliga. Von dort aus erfolgte der weitere Abstieg in die Kreisoberliga Kassel ab der Saison 2015/2016.

## Spielstätte
In der Nachbarschaft des heutigen „Sport“-Platzes am Verkehrsknotenpunkt „Kreisel“ wurde bereits vor der Gründung des BC Sport Fußball gespielt. Auf dem damals so genannten „Siechenhof“ wurden 1892 die ersten Fußballspiele in Kassel ausgetragen. Die ersten Mitglieder des Vereines stammten – wie auch jene des Nachbarn FC Hassia (dem späteren SV Kurhessen) – aus der unteren Neustadt, noch vor der Jahrhundertwende wurde man aber neben anderen Vereinen auf dem Bettenhäuser Forst ansässig. Auf diesem Platz wäre 1903 das erste deutsche Meisterschaftsendspiel ausgetragen worden, wenn den „Sportianern“ nicht wenige Tage vor dem Endspieltermin die Nutzungsgenehmigung entzogen worden wäre. 1906 kehrte der BC Sport auf den Forst zurück und errichtete an der Scharnhorststraße den Sportplatz „Hafenbrücke“, der bis ins Jahr 1958 die Heimstätte des Vereines blieb. Aufgrund des Baus einer Straßenerweiterung musste man vorübergehend auf die Hessenkampfbahn ausweichen, 1960 wurde ein neu errichtetes Gelände an der Scharnhorststraße bezogen, auf dem der BC Sport noch heute seine Heimspiele austrägt.